# Chrysops designatus
Chrysops designatus är en tvåvingeart som beskrevs av Ricardo 1911. Chrysops designatus ingår i släktet Chrysops och familjen bromsar. Inga underarter finns listade i Catalogue of Life.